# Grandude’s Green Submarine
«Grandude’s Green Submarine» (с англ. — «Дедушкина зелёная подводная лодка») — английская детская книжка с картинками, написанная рок-музыкантом Полом Маккартни и проиллюстрированная Кэтрин Дёрст. Название книги отсылает к известной песне «Битлз» 1966 года Yellow Submarine. Книга вышла в 2021 году и стала продолжением книги тех же авторов «Привет, Дедулет!» 2019 года. Была выпущена также аудиоверсия книги с голосом Маккартни и написанным им инструментальным сопровождением.

## Сюжет
Внуки дедушки снова гостят у него. На этот раз день изнурительно жаркий, и дедушка приглашает их в сарай, где собраны разные интересные предметы. Среди прочего дети видят там портрет бабушки (англ. Nandude), которая, по словам дедушки, любит приключения ещё больше, чем он. Внуки предлагают разыскать её, и дедушка показывает им своё изобретение — Зелёную Субмарину, в которую они все садятся, чтобы начать путешествие.
Сначала субмарина взлетает и переносит путешественников в восточную страну, где их встречает друг дедушки, Рави, который играет на ситаре. Начинается ливень, и по полноводной реке субмарина отправляется в океан. По дороге они встречают зверей, которые напевают отрывки из песен бабушки, и путешественники понимают, что таким образом они рано или поздно смогут найти её. В глубинах океана они также видят множество интересных существ, однако на субмарину нападает осьминог, который выпускает чернила, окутывающие её чёрным облаком. Дедушка и внуки ничего не видят, но слышат звуки песни. Мимо как раз проплывает бабушка на своём плавательном аппарате в форме аккордеона, она вытаскивает субмарину из чернильного облака, и все вместе возвращаются домой.
Бабушка играет детям на аккордеоне и рассказывает про свои приключения, а затем дети ложатся спать. Уложив детей, бабушка идёт к дедушке, но, оказывается, тот тоже уже заснул.

## Создание
В сентябре 2021 года сообщалось, что Маккартни разместил в ряде британских газет, связанных с памятными для него местами (Manchester Evening News, Liverpool Echo, Scotland’s Daily Record), объявления о поисках Бабушки, что было сделано в рамках рекламной кампании новой книги.

## Отзывы и влияние
Рецензент Telegraph, оценив книгу на 3 балла из 5, отметила, что детские книги, написанные знаменитостями, нередко бывают «в лучшем случае незапоминающимися» (англ. at best forgettable), хотя некоторые из них, наподобие книги Меган Маркл The Bench, напротив, запоминаются как ужасающие (англ. memorably awful). Книга Маккартни на этом фоне смотрится неплохо, она наполнена действием (англ. action-packed), и автор не даёт читателю передохнуть, поскольку события сменяются быстро. При этом, хотя книжку можно назвать очень милой (англ. perfectly sweet), она кажется несколько пустой (англ. it feels slightly empty). В своё время песня «Битлз» «Yellow Submarine» стала гимном протеста против войны во Вьетнаме. В книжке же сэра Пола на удивление отсутствует какой-либо дух протеста. Хотя главными героями являются четыре ребёнка, путешествующие со взрослыми, в книге нет никаких препирательств, и даже сообщение о том, что пора ложиться спать, не вызывает никакого сопротивления.
Сюжет книги лёг в основу одного из эпизодов популярного детского канала по обучению йоге онлайн Cosmic Kids Yoga, в которой упражнения были соединены с пересказом сюжета книги.